# Akın Öztürk

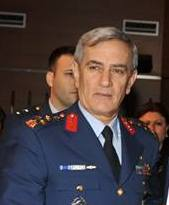
Akın Öztürk

Akın Öztürk (* 21. Februar 1952 in Gümüşhane) ist ein ehemaliger türkischer Offizier, Pilot und Attaché, zuletzt im Dienstgrad eines Generals. Er war unter anderem zwischen 2013 und 2015 Oberkommandierender der Luftstreitkräfte. Seit 2015 war er Mitglied des Obersten Militärrats in der Türkei. Nach dem Putschversuch in der Türkei 2016 wurde er verhaftet und am 20. Juni 2019 zu lebenslanger Freiheitsstrafe verurteilt. Jedoch erklärte die Arbeitsgruppe für willkürliche Inhaftierung des Menschenrechtsrates der Vereinten Nationen im Jahr 2024 seine Haft für willkürlich und forderte seine Freilassung.

## Leben

### Offizier und Stabsoffizier
Öztürk stammt aus der anatolischen Provinzhauptstadt Gümüşhane der gleichnamigen Provinz. Er trat nach dem Schulbesuch in Erzincan im Osten des Landes 1970 in die türkischen Luftstreitkräfte (Hava Kuvvetleri) ein und absolvierte eine Offiziersausbildung an der Luftwaffenakademie (Hava Harp Okulu), die er 1973 als Leutnant abschloss.
Danach erfolgte 1975 eine fliegerische Ausbildung auf F-100 an der Flugschule (Uçuş Okulu), der sich bis 1985 verschiedene Verwendungen als Offizier und Pilot auf F-100 und F-4 bei den Luftstreitkräften anschlossen. 1985 begann er seine Ausbildung zum Stabsoffizier am  Air War College (Hava Harp Akademisi), die er 1987 beendete. Daraufhin war er Pilot bei der 3. Luftwaffenbasis, der Fluglehrer in der 131. AEW&C-Ausbildungsstaffel in Konya, Ausbildungsoffizier bei der 131. AEW&C-Ausbildungsstaffel, Operationsausbildungsoffizier bei der 141. Mehrzweckstaffel in Akıncı. In dieser Einheit war er anschließend Operationsoffizier und dann Kommodore, ehe er eine Verwendung als Planungsoffizier in der Ausbildungsabteilung des Oberkommandos der Luftstreitkräfte fand.
Nach einer Verwendung als Referatsleiter für Flugausbildung in der Ausbildungsabteilung des Oberkommandos der Luftstreitkräfte wurde Öztürk unter den Botschaftern Feridun Sinirlioğlu und Namık Tan Luftwaffenattaché an der Türkischen Botschaft Tel-Aviv in Israel (1996–1998) sowie anschließend Operationsoffizier der 6. Luftwaffenbasis in Bandırma.

### Aufstieg zum General
Nach seiner Beförderung zum Brigadegeneral (Tuğgeneral) 2000 wurde Öztürk zunächst Leiter der Ausbildungsabteilung im Oberkommando der Luftstreitkräfte sowie 2002 Kommandeur der 9. Luftwaffenbasis (Ana Jet Üs Komutanlığı) in Balıkesir. 2004 wurde er zum Generalmajor (Tümgeneral) befördert sowie zum Befehlshaber des 2. Luftversorgungs- und Wartungszentrums (2. Hava İkmal Bakım Merkezi) in Kayseri ernannt, ehe er Leiter der Abteilung Nachrichtendienste im Oberkommando der Luftstreitkräfte wurde.
Nachdem Öztürk 2009 zum Generalleutnant (Korgeneral) befördert worden war, wurde er Kommandierender General des für die Osttürkei zuständigen 2. Taktischen Luftwaffenkommandos (2. Hava Kuvveti Komutanlığı) mit Hauptquartier in Diyarbakir und fungierte danach von 2011 bis zum 30. August 2013 als Kommandierender General des Ausbildungskommandos der Luftstreitkräfte (Hava Eğitim Komutanlığı) in Izmir.
Zuletzt wurde er am 22. August 2013 als Nachfolger von General Mehmet Erten Oberkommandierender der Luftstreitkräfte (Türk Hava Kuvvetleri). Diesen Posten übte er bis zum 14. August 2015 aus und wurde dann von General Abidin Ünal abgelöst. Als Pilot absolvierte er ca. 5.800 Flugstunden; er flog F-16, Eurofighter und andere Flugzeugmuster.
Seit 2015 war er Mitglied des Obersten Militärrats in der Türkei (Yüksek Askerî Şûra).
Aus seiner Ehe mit Tülay Öztürk gingen zwei Kinder hervor.

### Putschversuch 2016
Öztürk wurde am 18. Juli 2016 in Untersuchungshaft genommen. Ihm wird von einem hohen Regierungsbeamten zur Last gelegt, Kopf des Putschversuches vom 15. und 16. Juli 2016 gewesen zu sein. 
Öztürk bestreitet seine Beteiligung am Putschversuch. Die von der staatlichen Nachrichtenagentur Anadolu Ajansı zuvor verbreitete Nachricht eines Geständnisses Öztürks zu seiner Rolle bei der Planung des Putschversuches wurde von der Nachrichtenagentur am nächsten Tag wieder korrigiert. Am 22. Mai 2017 begann der Prozess gegen ihn und 220 weitere Angeklagte. Der Vorwurf lautet auf: Ermordung von 250 Menschen, Mitgliedschaft in einer Terrororganisation und Verletzung der Verfassung. Am 20. Juni 2019 wurde er zu lebenslanger Freiheitsstrafe verurteilt.

### Feststellung der Willkürlichen Inhaftierung durch die UN-Arbeitsgruppe
Die UN-Arbeitsgruppe gegen willkürliche Inhaftierungen (Arbeitsgruppe für willkürliche Inhaftierung des Menschenrechtsrates der Vereinten Nationen) befasste sich in ihrer 100. Sitzung vom 26. bis 30. August 2024 mit dem Fall Akın Öztürk. In ihrer Stellungnahme Nr. 33/2024 kam die Arbeitsgruppe zu dem Schluss, dass die Freiheitsentziehung von Herrn Öztürk willkürlich sei.  In der Begründung wurde festgestellt, dass es keine Rechtsgrundlage für die Inhaftierung gebe und die Verhaftung ohne hinreichenden Verdacht erfolgt sei. Die Arbeitsgruppe bemängelte, dass bei dem Verfahren auf Beweismittel zurückgegriffen wurde, die durch Folter und Misshandlung erlangt worden seien, was eine Verletzung des Rechts auf ein faires Verfahren darstelle. Zudem seien das Recht auf Verteidigung eingeschränkt und Beweismittel nicht angemessen gewürdigt worden. Die Arbeitsgruppe wies darauf hin, dass es in der Türkei in den letzten Jahren zu einem deutlichen Anstieg von willkürlichen Inhaftierungen gekommen sei, was eine Verletzung des Völkerrechts darstellen könne.
Die Arbeitsgruppe forderte die türkische Regierung auf, Herrn Öztürk unverzüglich freizulassen, ihm eine Entschädigung zukommen zu lassen und die Verantwortlichen für die Rechtsverletzungen zu belangen.  Angesichts des kritischen Gesundheitszustandes von Herrn Öztürk forderte die Arbeitsgruppe die Anwendung des „Dringlichkeitsverfahrens“. Sie forderte die türkische Regierung auf, innerhalb von sechs Monaten über die Maßnahmen zur Umsetzung der Empfehlungen zu berichten.